# فرانسيس سبيلمان
كان فرانسيس جوزيف سبيلمان (4 مايو 1889 - 2 ديسمبر 1967) أسقفًا كاثوليكيًا أمريكيًا، شغل منصب رئيس أساقفة نيويورك من عام 1939 حتى وفاته عام 1967. ومن عام 1932 إلى عام 1939، شغل سبيلمان منصب أسقف مساعد لأبرشية بوسطن. ورُقّي إلى رتبة كاردينال من قِبل البابا بيوس الثاني عشر عام 1946.

## نشأته ودراسته
وُلِد فرانسيس سبيلمان في الرابع من مايو عام 1889 في ويتمان، بولاية ماساتشوستس، لوالديه ويليام سبيلمان وإيلين (ني كونواي) سبيلمان. كان ويليام سبيلمان بقالًا هاجر والداه إلى الولايات المتحدة من كلونميل وليجلينبريدج، في أيرلندا. كان لسبيلمان شقيقان أصغر منهُ، مارتن وجون، وشقيقتان أصغر منه، ماريان وهيلين.
التحق سبيلمان بمدرسة ويتمان الثانوية، وهي مدرسة حكومية، لعدم وجود مدرسة كاثوليكية في ويتمان. كان مولعًا بالتصوير الفوتوغرافي ولعبة البيسبول؛ لعب في مركز القاعدة الأولى خلال سنته الأولى في المدرسة الثانوية حتى تعرض لإصابة في يدهِ. تولى سبيلمان لاحقًا إدارة فريق البيسبول. بعد تخرجه من المدرسة الثانوية، التحق سبيلمان بجامعة فوردهام في مدينة نيويورك عام 1907. وتخرج عام 1911 وقرر التفرغ لدراسة الكهنوت.
رئيس الأساقفة ويليام هنري أوكونيل أرسل سبيلمان للدراسة في الكلية البابوية لأمريكا الشمالية في روما. عانى سبيلمان بشدة من التهاب رئوي، مما دفع إدارة الكلية إلى إعادته إلى وطنهِ للتعافي. رفض المغادرة، وأكمل في النهاية دراساته اللاهوتية. خلال سنواته في روما، صادق سبيلمان الكرادلة المستقبليين غايتانو بيسليتي، وفرانشيسكو بورغونيني دوكا، ودومينيكو تارديني.

## دراسة الكهنوت
رُسِمَ سبيلمان كاهنًا في كنيسة سانت أبوليناري بروما على يد البطريرك جوزيبي سيبيتيلي في 14 مايو 1916. وعند عودته إلى الولايات المتحدة، عيّنته الأبرشية في مناصب رعوية في رعاياها. وصفه أوكونيل، الذي أرسل سبيلمان سابقًا إلى روما، بأنه "شاب صغير". وقال لاحقًا: "فرانسيس سبيلمان يُجسّد ما يحدث لمحاسب عندما تُعلّمه القراءة". تولى سبيلمان سلسلة من المهام غير المهمة نسبيًا.
بعد دخول الولايات المتحدة في الحرب العالمية الأولى عام 1917، حاول سبيلمان التجنيد ليصبح قسيسًا عسكريًا في الجيش الأمريكي، لكنه لم يستوفِ شرط الطول. كما تقدم سبيلمان بطلب لشغل منصب قسيس في البحرية الأمريكية، لكن طلبه قوبل بالرفض مرتين شخصيًا من قبل مساعد وزير البحرية (والرئيس المستقبلي للولايات المتحدة) فرانكلين روزفلت.
في النهاية، كلف سبيلمان بالترويج للاشتراكات في صحيفة الأبرشية، ذا بايلوت. وقد عينهُ رئيس الأساقفة مستشارًا مساعدًا في عام 1918، وأمينًا لأرشيف الأبرشية في عام 1924.
بعد أن ترجم سبيلمان كتابين لصديقه بورغونجيني دوكا إلى الإنجليزية، عيّنه الفاتيكان أول ملحق أمريكي لدى أمانة دولة الفاتيكان في روما عام 1925. وخلال خدمته في الأمانة، عمل أيضًا مع فرسان كولومبوس في إدارة ملاعب الأطفال في روما. رُقّي إلى رتبة حاجب خاص من البابا بيوس الحادي عشر في 4 أكتوبر 1926.
خلال رحلة إلى ألمانيا عام 1927، أقام سبيلمان صداقة دامت مدى الحياة مع رئيس الأساقفة يوجينيو باتشيلي، الذي كان يشغل هناك منصب السفير البابوي. ترجم سبيلمان أول بث مباشر للبابا بيوس الحادي عشر عبر إذاعة الفاتيكان إلى الإنجليزية عام 1931.
في وقت لاحق من عام 1931، مع حكومة بينيتو موسوليني الفاشية في السلطة في إيطاليا، نقل سبيلمان سرًا رسالة بابوية، (لا حاجة لها)، التي تدين الفاشية، من روما إلى باريس للنشر. كما عمل سكرتيرًا للكاردينال لورينزو لوري في مؤتمر القربان المقدس الدولي عام 1932 في دبلن، وساعد في إصلاح المكتب الصحفي للفاتيكان، حيث قدم آلات النسخ وإصدار البيانات الصحفية.

## روابط خارجية
- Archdiocese for the Military Services, USA, official website
- Archdiocese for the Military Services of the United States. GCatholic.org. Retrieved August 20, 2010.
- FBI file on Cardinal Spellman
- Roman Catholic Archdiocese of New York, official website